# FAT32
O FAT32 (File Allocation Table ou Tabela de Alocação de Arquivos) é um sistema de arquivos que gerencia o acesso a arquivos em HDs e outras mídias. Criado em 1996 pela Microsoft para substituir o FAT16 usado pelo MS-DOS e com uma série de limitações. O FAT32 foi implementado nos sistemas Windows 95 (OSR2), Windows 98 e Millennium e ainda possui compatibilidade com os sistemas Windows 2000 e Windows XP, que utilizam um sistema de arquivos mais moderno, o NTFS, que foi continuado, sendo usado também nos sistemas Windows Vista, Windows 7 e Windows Server 2008 R1/R2 (para servidores empresariais).

## Funcionamento
A tabela de alocação de arquivos (FAT) é uma estrutura de dados que o Windows cria após a formatação lógica de uma unidade. Esta tabela guarda informações sobre a localização de cada arquivo dentro da unidade física para que elas possam ser salvas, recuperadas, alteradas ou deletadas posteriormente. Elas são armazenadas em blocos dispostos em diferentes posições do disco, justificando a necessidade de uma tabela que aponte para cada um destes blocos. Em resumo, para todo o tipo de acesso a dados em uma mídia, é necessário um sistema de arquivos para realizar tais ações. Sem uma estrutura de armazenamento de dados como o FAT32, nenhum procedimento de acesso a disco é possível.

## Considerações de Compatibilidade do FAT32
Para manter a melhor compatibilidade possível com os programas, drivers de dispositivo e as redes existentes, o FAT32 foi implementado com o menor número de alterações possíveis na arquitetura do Windows, nas estruturas de dados internos, em APIs (Application Programming Interfaces) e no formato no disco. No entanto, pelo fato de ser solicitado 4 bytes para armazenar valores do cluster, muitas estruturas de dados internas e no disco e APIs publicados foram revisadas ou expandidas. Em alguns casos, APIs existentes não irão funcionar em unidades FAT32. A maioria dos programas não será afetada por essas alterações. Ferramentas e drivers existentes continuarão funcionando em unidades FAT32. No entanto, o MS-DOS bloqueia drivers de dispositivo (por exemplo, Aspidisk.sys), e as ferramentas do disco precisarão ser revisadas para suportar as unidades FAT32.
Todas as ferramentas de disco agrupadas da Microsoft (Format, Fdisk, Defrag e ScanDisk com base no MS-DOS e no Windows) foram revisadas para o funcionamento com o FAT32. Além disso, a Microsoft está tentando fazer com que o dispositivo e os fabricantes de ferramenta de disco ofereçam suporte às ferramentas na revisão de seus produtos para o suporte ao FAT32.
Um volume FAT32 não pode ser compactado usando o Microsoft DriveSpace ou o DriveSpace 3.

## Vantagens
Com o FAT32, o desperdício em disco foi sensivelmente reduzido. O FAT16, seu antecessor, utilizava clusters de até 32 KB enquanto o FAT32 pode utilizar clusters de 4 KB. Se um arquivo ocupa 4 KB de espaço, tanto no FAT16 como no FAT32 a ocupação será de um cluster, porém, no caso do FAT16 os 28 KB restantes serão alocados, apesar de ficarem fisicamente vazios.
A maioria dos drives removíveis (pen drives, discos USB) utilizam o FAT12 (disquete) 16 ou 32 como sistema de arquivos. O FAT é mais adequado a pequenos volumes de disco em comparação ao NTFS, pois minimiza o overhead de controle, ou seja, ele é menos pesado e deixa mais bytes livres para os dados em si.
O FAT32 é mais confiável, pois ele consegue posicionar o diretório principal em qualquer lugar do disco. Nos sistemas FAT antigos, havia uma limitação no número de entradas que podiam ser alocadas no diretório principal (512 arquivos e/ou pastas). Não há essa limitação no FAT32.
Suporta arquivos de até 4 GB e o nome dos arquivos passou de 8 para 256 caracteres e superou o antigo limite de 3 caracteres para a extensão, embora este padrão ainda seja largamente utilizado.
É possível mudar o tamanho da partição, porém essa operação é arriscada. Faça uma cópia de segurança antes para evitar perda de dados. Apesar disso, esta capacidade não foi implementada no FAT32 pela Microsoft. Para utilizar esta facilidade deve usar-se programas próprios que conseguem redimensionar uma partição FAT32, inserindo este recurso ao sistema de arquivos, como o Parted Magic.

## Desvantagem
O FAT32 é cerca de 6% mais lento que o sistema FAT16. Como o tamanho do cluster é menor, existirão mais clusters no disco tornando um pouco mais demorado o armazenamento de dados.
Não é possível limitar o acesso de determinados arquivos a determinados usuários. O FAT32 tem apenas as mesmas quatro permissões que existiam desde o MS-DOS (Somente Leitura, Sistema, Oculto e Arquivo).
Um outro problema do FAT32 provem da incompatibilidade com sistemas antigos. O DOS, Windows NT 3.1 até 4.0, OS/2 e Windows 95 (antes do OSR2), não conseguem ler discos neste padrão. Da mesma forma, utilitários (como, por exemplo, utilitários de disco), que acessavam diretamente o disco, e foram desenvolvidos para FAT16, também não funcionam. Como praticamente todos migraram para sistemas que suportam FAT32 (Windows 98, ME, 2000, XP, Vista, 7, etc) e quase não se encontram mais sistemas utilizando DOS/NT/OS2, esta incompatibilidade acabou deixando de ser um problema na realidade atual.
Não possui recursos de segurança como o NTFS. Utiliza uma cópia de segurança da tabela de alocação como sistema de segurança para corrompimentos. Este procedimento é ineficiente, pois uma queda de energia durante uma operação que modifique os metadados pode tornar a partição inacessível ou corromper severamente diversos arquivos.
Os ficheiros estão limitados a 4 GB.
Por fim, a maioria dos sistemas não oferece suporte para volumes FAT32 maiores que 32 GB, tornando seu uso quase que impossível em discos rígidos modernos.